# Den of Thieves 2: Pantera
Den of Thieves 2: Pantera (prt: Covil de Ladrões 2 - Pantera ou Covil de Ladrões: Pantera; bra: Covil de Ladrões 2) é um filme norte-americano de ação e assalto lançado em 2025, sequência do longa Covil de Ladrões (2018). Gerard Butler e O'Shea Jackson Jr. reprisam seus papéis do primeiro filme, enquanto Christian Gudegast retorna como roteirista e diretor. Inspirado pelo famoso roubo de diamantes de Antuérpia em 2003, a trama acompanha um xerife do Departamento do Xerife de Los Angeles (LASD) que rastreia um suposto ladrão até a Europa na tentativa de formar uma parceria forçada para executar um golpe.
Distribuído pela Lionsgate, o filme estreou nos cinemas dos Estados Unidos em 10 de janeiro de 2025. A produção recebeu críticas mistas dos especialistas e arrecadou US$ 41 milhões em bilheterias mundialmente.

## História
Em Antuérpia, Donnie Wilson junta-se à Panther Crew, liderada por Jovahnna, para roubar um diamante vermelho e arquivos de um hangar aeroportuário. Eles fogem disfarçados de equipe SWAT. De volta a Los Angeles, o xerife Nick O'Brien, recentemente divorciado e afastado da polícia, interroga Holly, viúva de Merrimen, sobre possíveis ligações entre Merrimen e Donnie.
Os Panthers planejam seu próximo golpe: o cofre de diamantes do World Diamond Center em Nice. Donnie, fingindo ser um executivo, infiltra-se no banco, enquanto Nick descobre seu envolvimento através da polícia local, comandada pelo detetive Hugo. Nick confronta Donnie e força sua entrada no grupo. Jovahnna apresenta Nick a Chava, esposa do gerente do cofre e elo interno da equipe. Paralelamente, a máfia italiana, furiosa pelo diamante roubado, planeja vingança.
Durante uma festa em um clube, Nick flerta com Jovahnna, provocando uma briga com Marko, seu ex-namorado, e Vuk. Expulsos do local, Nick e Donnie são sequestrados pela máfia, que exige a devolução do diamante a seu líder, o infame Octopus. Liberados, Nick encontra Hugo em uma igreja antes de retomar o plano do assalto. Jovahnna anuncia que Marko e Vuk deixaram o grupo após o conflito.
Disfarçado de contratante de segurança, Nick mapeia o cofre com Donnie. A equipe executa uma infiltração meticulosa, evitando câmeras e abrindo cofres. Eles conseguem o diamante e o dinheiro, mas enfrentam contratempos na fuga. Nick, improvisando sob pressão, salva o grupo, mas atrai a atenção dos guardas. Reunidos, transferem o saque para a van de Jovahnna, enquanto Nick, Donnie e Slavko seguem para a fronteira italiana. No entanto, são emboscados por Marko e Vuk, que lideram uma gangue rival, The Tigers, para matá-los e roubar o saque. Marko e Vuk são mortos por capangas do Octopus, salvando os três Panthers. Donnie devolve o diamante, e a máfia poupa suas vidas.
Os Panthers celebram na Itália, mas as autoridades francesas prendem a gangue. Revela-se que Nick delatou o grupo durante seu encontro anterior com Hugo, embora sinta remorso por trair os novos amigos. Mais tarde, Donnie, na prisão, é confrontado por Nick, que admite sua natureza ambígua, mas afirma que a amizade entre eles era real, sugerindo uma possível fuga. Durante a transferência de Donnie para outra prisão, a máfia ataca o comboio e o sequestra. O Octopus recruta Donnie, impressionado com suas habilidades.
Nick, que ajudou a máfia a resgatar Donnie, recebe uma mensagem de agradecimento dele enquanto dirige pela costa.

## Elenco
Elenco adaptado do AdoroCinema.
- Gerard Butler como Nicholas "Big Nick" O'Brien
- O'Shea Jackson Jr. como Donnie Wilson
- Evin Ahmad como Jovanna
- Salvatore Esposito como Slavko
- Meadow Williams como Holly
- Swen Temmel como Milan Lovren
- Michael Bisping como Connor
- Orli Shuka como Dragan
- Cristian Solimeno como Florentin
- Nazmiye Oral como Chava
- Yasen Zates Atour como Hugo
- Giuseppe Schillaci como Moussa
- Dino Kelly como Marko
- Rico Verhoeven como Vigo
- Velibor Topic como Mirinko
- Antonio Bustorff como Tamy
- Ciryl Gane como Pape

## Produção
Após o lançamento de Covil de Ladrões em 2018, o desenvolvimento de uma sequência foi colocado em andamento, com planos para o retorno de Christian Gudegast como diretor e roteirista, além da recondução de Gerard Butler e O'Shea Jackson Jr. aos seus papéis. O filme estava inicialmente programado para começar as filmagens em 2022. As gravações principais ocorreram entre abril e julho de 2023 no Reino Unido e nas Ilhas Canárias. A produção transformou diversos aspectos das ruas centrais de Santa Cruz de Tenerife para as cenas, construindo um posto policial, uma joalheria e adaptando um bar local para simular uma ambientação francesa.
Kevin Matley assumiu a composição da trilha sonora, substituindo Cliff Martinez, responsável pela música do primeiro filme. A trilha foi lançada pela Lionsgate Records simultaneamente à estreia do filme.

## Lançamento
Originalmente, o filme seria distribuído pela STX Entertainment, como ocorreu com o primeiro longa, mas a Briarcliff Entertainment adquiriu os direitos de distribuição nos Estados Unidos em maio de 2023, com a Sierra/Affinity responsável pelas vendas internacionais. Um lançamento amplo nos cinemas norte-americanos estava planejado para o final de 2024. Entretanto, em maio de 2024, foi anunciado que os direitos de distribuição passaram para a Lionsgate, como parte de sua aquisição da financiadora Entertainment One (posteriormente rebatizada como Lionsgate Canadá) da Hasbro em dezembro de 2023. O filme foi lançado nos Estados Unidos em 10 de janeiro de 2025. Em Portugal o filme foi lançado também pela Lionsgate no dia 9 de janeiro de 2025.
Já no Brasil o filme foi distribuído pela Diamond Filmes e foi lançado nos cinemas no dia 30 de janeiro de 2025.

## Continuação
Em janeiro de 2025, Butler confirmou os planos para um terceiro filme, declarando "Não vou esperar mais" e assumindo parte da culpa pelo intervalo de sete anos entre os filmes. Gudegast afirmou que um possível terceiro filme dependeria do sucesso do segundo, acrescentando que o estúdio já havia recebido uma proposta para o projeto.
No final do mesmo mês, Gudegast revelou que o roteiro do terceiro filme estava finalizado e anunciou planos para pelo menos mais duas sequências. Cada produção se passaria em regiões diferentes do mundo, começando pela África no terceiro filme, seguida por histórias no Brasil e no Sudeste Asiático, todas baseadas em assaltos reais. O estúdio pretende iniciar a produção do terceiro e último filme antes de 2026.